# Jan Rafałowicz
Jan Rafałowicz (ur. 1931 w Łodzi, zm. 13 września 2001) – polski specjalista technologii maszyn, profesor Politechniki Łódzkiej.
W 1957 ukończył studia na Wydziale Mechanicznym Politechniki Łódzkiej, gdzie został zatrudniony w Katedrze Obrabiarek i Obróbki Skrawaniem, jednocześnie pracował jako konstruktor w Fabryce Szlifierek w Łodzi. W 1964 roku uzyskał stopień naukowy doktora, w 1987 tytuł profesora, a od 1994 był zatrudniony na stanowisku profesora zwyczajnego w Instytucie Obrabiarek i Technologii Budowy Maszyn, gdzie był dyrektorem od 1977 roku do przejścia na emeryturę.
Był specjalistą w dziedzinie obrabiarek, obróbki skrawaniem i automatyzacji szlifierek. Jego dorobek naukowy to kilkadziesiąt publikacji oraz trzy monografie. Wypromował 11 doktorów.